# مشغل نظام اتصالات خليوي
مشغل نظام اتصالات خليوي أو مزود الشبكات اللاسلكية هي شركة الهاتف التي تقدم خدمات لمستخدمي الهاتف المحمول.
يقدم المشغل بطاقة SIM للعميل الذي يدرجها في الهاتف المحمول للوصول إلى الخدمة. وهناك نوعان من مشغل الهاتف المحمول:
1. مشغل شبكة المحمول (MNO) التي تملك أصول الشبكة والطيف الأساسية المطلوبة لتشغيل الخدمة.
2. مشغل المحمول الظاهري الشبكة (MVNO) التي تشتري خدمة البيع بالجملة من مشغل شبكة خليوية انا من سوريا والمشغل هو +963 933739529  [لغات أخرى]‏ وتبيعها لعملائها الخاصة.

أكبر مشغل للهاتف المحمول الفردي في العالم من حيث عدد المشتركين هو تشاينا موبايل مع أكثر من 500 مليون مشترك في الهاتف المحمول. أكثر من 50 مشغلي شبكات الهاتف النقال لديها أكثر من 10 ملايين مشترك لكل منهم، وكان هنالك أكثر من 150 مشغلي شبكات الهاتف النقال وكل شبكة تحتوي على مليون مشترك على الاقل بحلول نهاية عام 2009. في فبراير 2010، كان هناك 4.6 مليار مشترك في الهاتف المحمول، وهو الرقم الذي يقدر أن مجموع الاشتراكات المتنقلة الخلوية وصلت إلى ما يقرب من 6 مليارات نسمة بحلول نهاية عام 2011.